# 電力会社

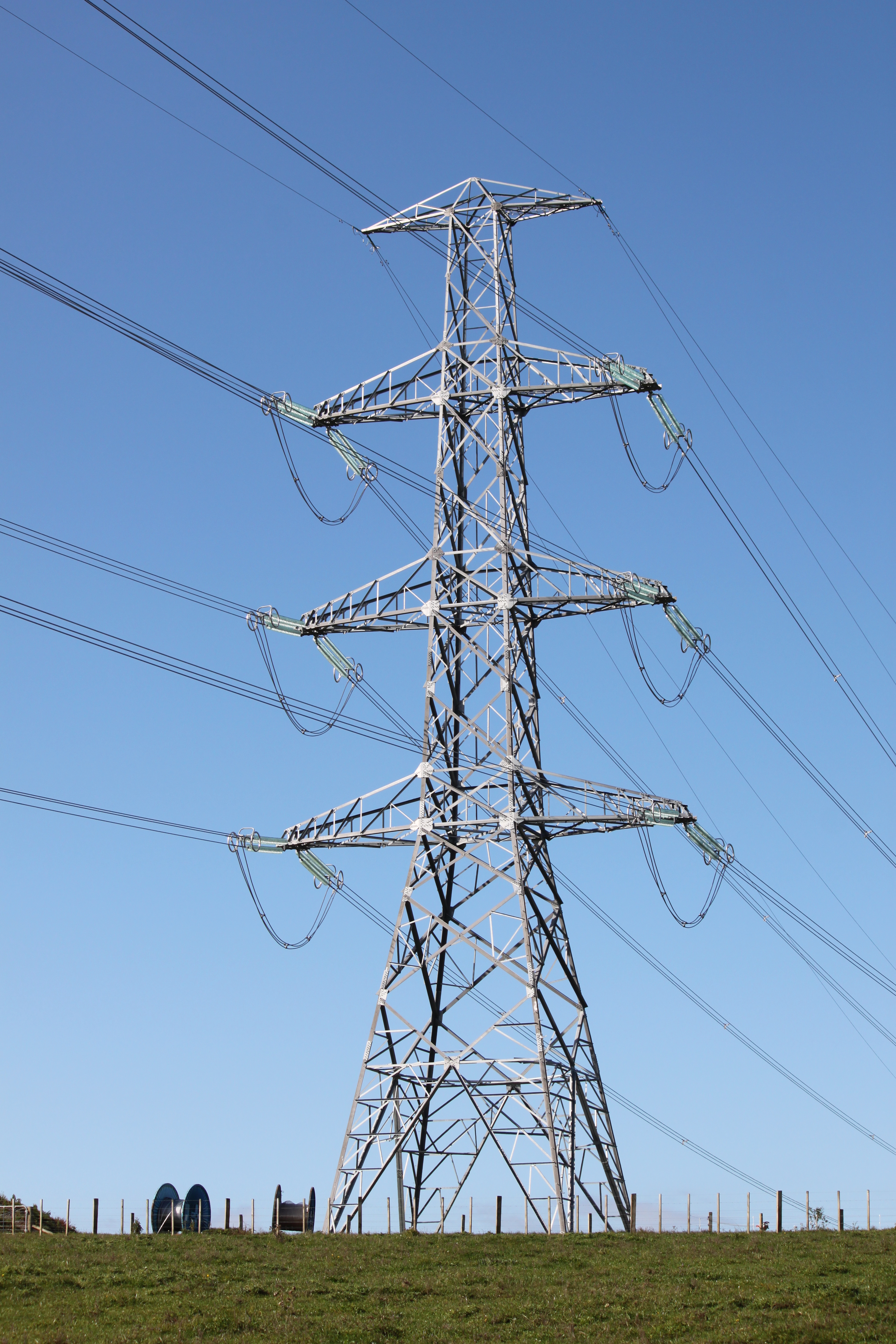
電力は、このような格子状の送電鉄塔で吊り下げられた架空線（架線の電線路）のほか、地中高圧ケーブルによって送電される。

電力会社（でんりょくがいしゃ）とは、電力を販売する目的で発電したり、あるいは配電したり、送電などを行う会社である。
アメリカ、ヨーロッパでは1990年代半ばから発送電分離を行うようになった。
日本の電力会社は、発電および送電を行っているが、以前から欧米同様に分離すべきだとする見解もあった。特に2011年東日本大震災（東北地方太平洋沖地震、福島第一原子力発電所事故）以降、日本の電力会社（電力業界）について様々な問題点が指摘されるようになり、欧米同様に発送電分離を進める方向での話が国会などで活発化している。

## 日本
日本の電気事業法により、電気事業者は、小売電気事業者、一般送配電事業者、送電事業者、特定送配電事業者及び発電事業者に分類される。

## 世界の電力会社
- バッテンフォール - ヨーロッパ有数の会社
- ブラジル電力 - ラテンアメリカ最大の電力会社
- イスラエル電力公社
- ハワイ電力工業
- 国家電網
- 中国南方電網